# Les roseaux sauvages
Les Roseaux sauvages (bra: Rosas Selvagens; prt: Os Juncos Silvestres, ou Juncos Silvestres) é um filme francês de 1994, um drama dirigido por André Téchiné sobre a transição à vida adulta e o despertar da sexualidade por quatro jovens no final da Guerra da Argélia.
O filme faz parte da lista dos 1000 melhores filmes de todos os tempos do The New York Times.